# Gerhardt Alleweldt
Gerhardt Erich Alleweldt (* 21. Juli 1927 in Brightview, Kanada; † 28. März 2005 in Landau-Godramstein) war ein Experte auf dem Gebiet des Weinbaus und Züchter neuer Rebsorten.

## Leben
Gerhardt Alleweldt war der Sohn des Seeoffiziers Erich Alleweldt. Er studierte ab 1950 Landwirtschaft an der Justus-Liebig-Universität in Gießen, schloss das Studium 1953 mit dem Diplom ab und wurde 1956 zum Doktor der Landwirtschaft (Dr. agr. sci.) promoviert. Die Forschung für seine Habilitationsschrift führte er am damaligen Institut für Rebenzüchtung Geilweilerhof durch, wobei er sich mit dem Einfluss von Photoperiodismus und Temperatur auf die Entwicklung von Weinreben befasste. Die Habilitation für das Fach „Pflanzenbau und Pflanzenzüchtung mit besonderer Berücksichtigung des Weinbaus und der Rebenzüchtung“ erfolgte 1963 an der Universität Gießen. Im Jahr 1965 wurde er auf den Lehrstuhl für Weinbau an der Universität Hohenheim berufen.
1970 wurde er Leitender Direktor der Bundesforschungsanstalt für Rebenzüchtung Geilweilerhof, behielt jedoch gleichzeitig seinen Lehrstuhl in Hohenheim. Die Leitung der Bundesanstalt für Züchtungsforschung im Wein- und Gartenbau in Siebeldingen übernahm er 1991. Von 1992 bis zu seinem Ruhestand 1995 war er Kommissarischer Leiter der Bundesanstalt für Züchtungsforschung an Kulturpflanzen in Quedlinburg. Er war Mitglied vieler Institutionen und Verbände und erhielt zahlreiche Auszeichnungen, darunter das Große Verdienstkreuz der Bundesrepublik Deutschland und eine Ehrendoktorwürde der Universität für Gartenbau in Budapest.

## Wirken
Alleweldt beschäftigte sich mit der Effizienzsteigerung in der Rebenzüchtung, vor allem im Hinblick auf die Resistenz neuer Rebsorten gegenüber Schädlingsbefall und Umwelteinflüssen. Als sein bedeutendster Zuchterfolg gilt die gegenüber Pilzbefall sehr widerstandsfähige Rebsorte Regent. Weitere von ihm gezüchtete Sorten sind Orion, Phoenix, Sirius und Staufer. Er leitete auch Forschungsarbeiten zur In-vitro-Kultur und molekularbiologischer Methoden in der Rebenzüchtung ein.

## Mitgliedschaften
- 1971: Pfälzische Gesellschaft zur Förderung der Wissenschaften
- 1976: Société Scientifique Viticole et Vinicole Yougoslave
- 1976: Accademia Italiana della Vite e del Vino
- 1991: WASCHNIL-Akademie, Moskau

## Auszeichnungen
- 1982: Verdienstkreuz I. Klasse des Verdienstordens der Bundesrepublik Deutschland
- 1984: Ehrendoktortitel der Universität für Gartenbau in Budapest
- 1995: Großes Verdienstkreuz der Bundesrepublik Deutschland
- 1996: Peter-Morio-Preis